# David Albelda
David Albelda Aliques, španski nogometaš in trener, * 1. september 1977, La Pobla Llarga, Španija.
Sodeloval je na nogometnemu delu poletnih olimpijskih iger leta 2000.